# 압둘 사타르 에디

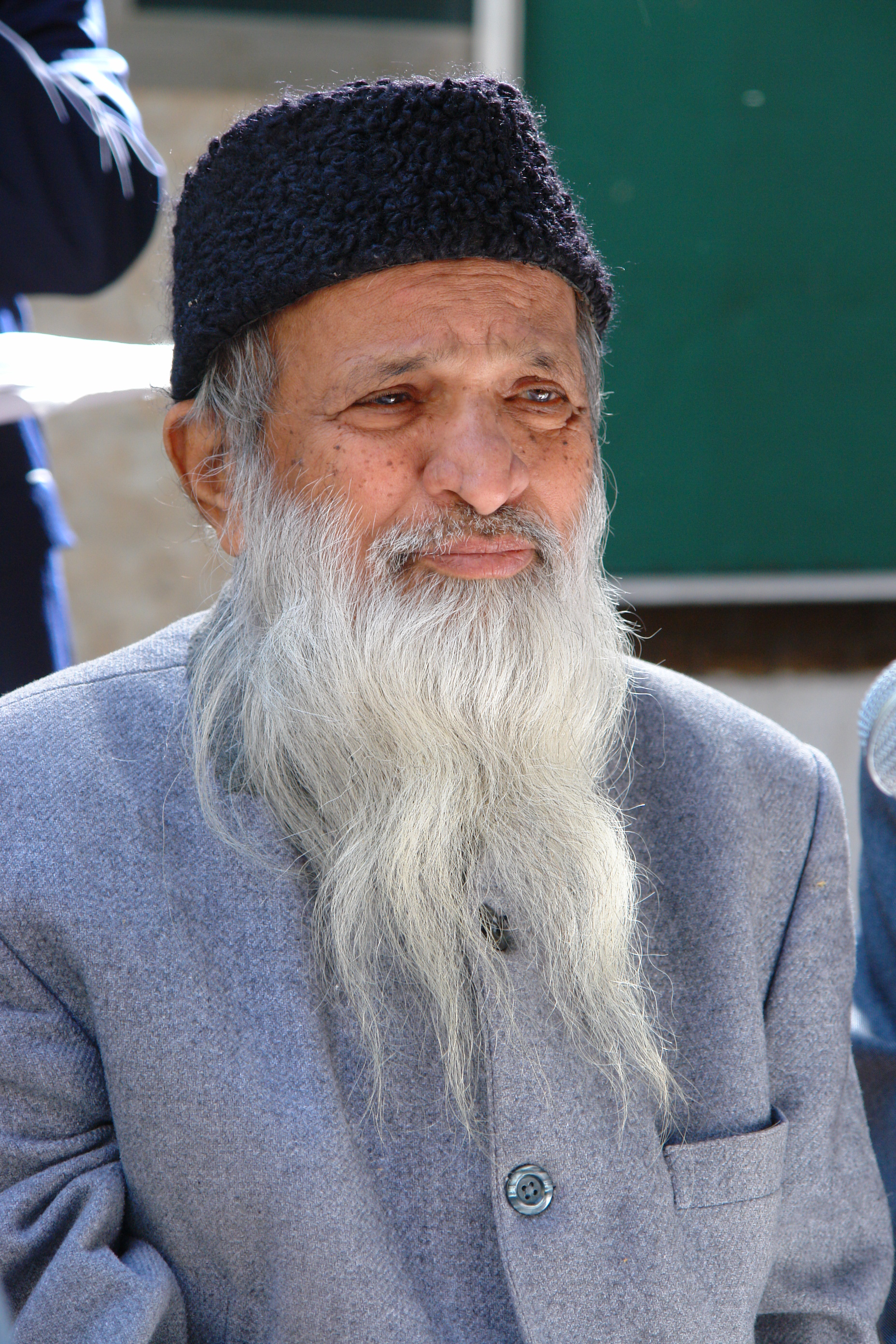

압둘 사타르 에디(우르두어: عبدالستار ایدھی, 1928년 2월 28일 ~ 2016년 7월 8일)는 파키스탄의 자선가이자 운동가이다. 에디 재단의 설 립자로 잘 알려져 있다. 〈더 허핑턴 포스트〉는 에디를 "세계에서 현존하는 인도주의적인 사람"이라고 평했다.

## 같이 보기
- 하킴 무함마드 사이드
- 대니얼 펄